# Indigofera himalayensis
Indigofera himalayensis är en ärtväxtart som beskrevs av Syed Irtifaq Ali. Indigofera himalayensis ingår i släktet indigosläktet, och familjen ärtväxter. Inga underarter finns listade i Catalogue of Life.

## Bildgalleri

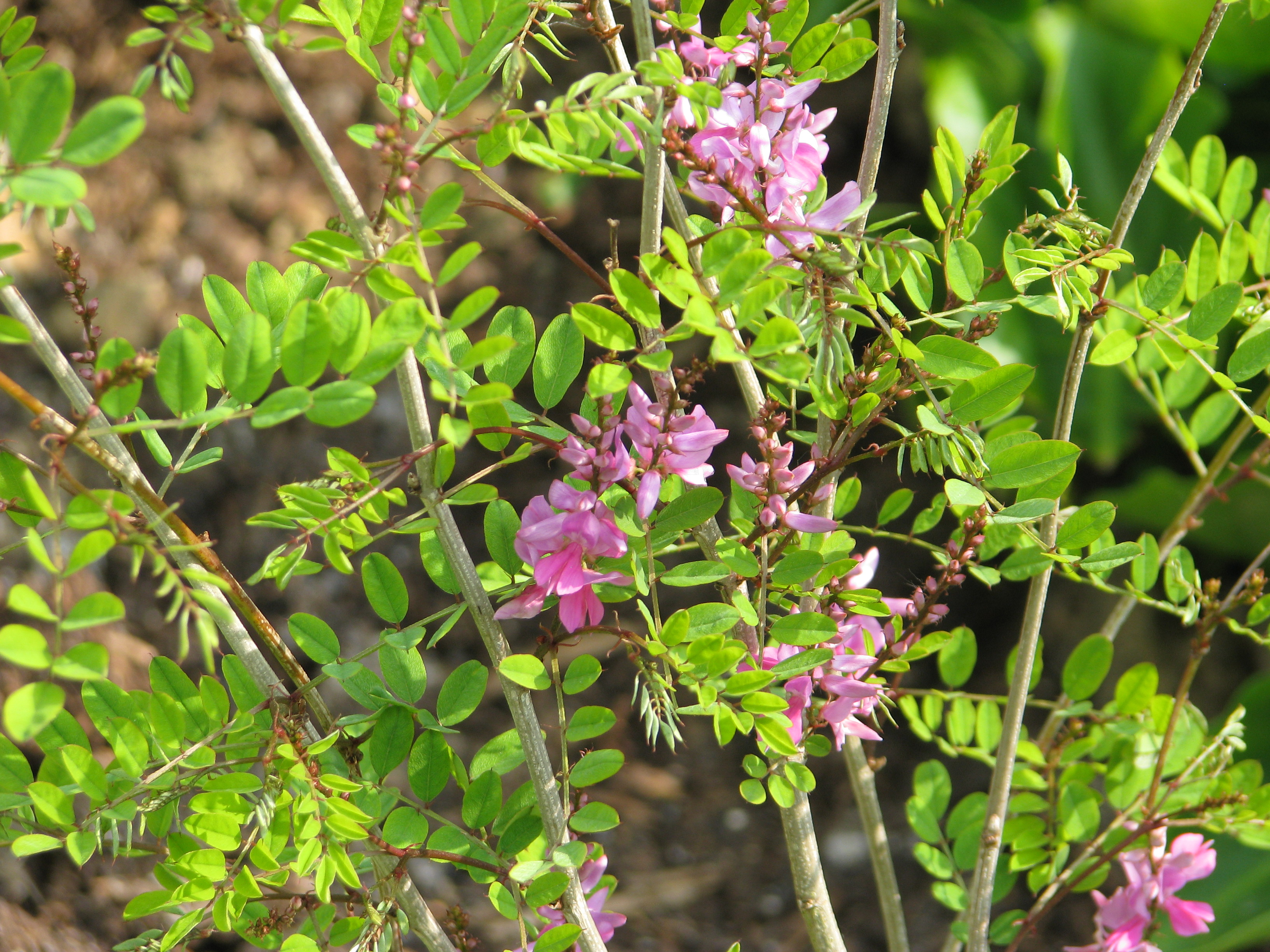